# Lough Foyle

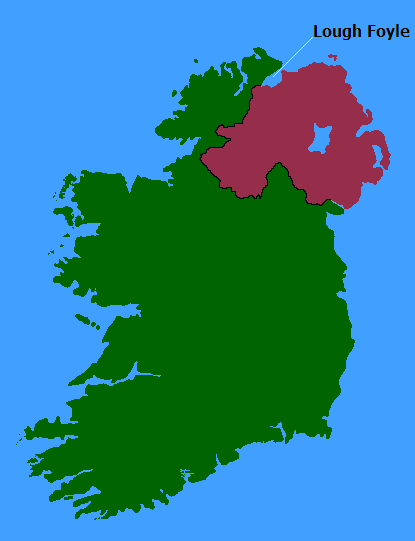
Ubicación del Lough Foyle.

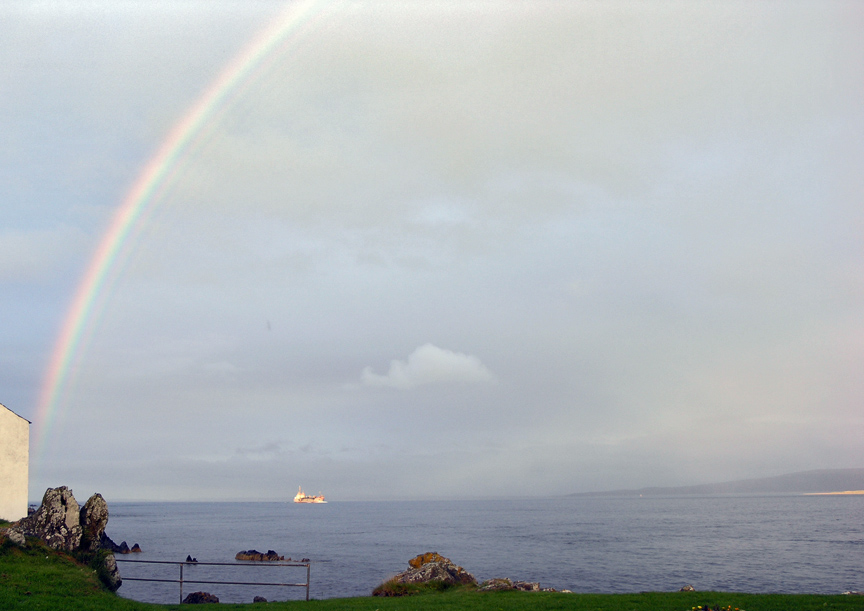
Barco acercándose a Greencastle, Lough Foyle.

Lough Foyle (en irlandés: Loch Feabhail) es el nombre que se da al estuario del río Foyle en Ulster. Comienza donde el Foyle deja Derry. Separa la península de Inishowen en el condado de Donegal (República de Irlanda) de Irlanda del Norte. La República de Irlanda, incluso Donegal, se llama "el Sur" por muchos en Irlanda del Norte, mientras que "el Norte" es un término común para Irlanda del Norte. Se trata de un sitio Ramsar, humedales de importancia internacional designadas así por la convención de Ramsar, tiene 2.204,36 hectáreas de superficie